# Der Siebenbürger Bote
Der Siebenbürger Bote war eine österreichische Zeitung, die von 1792 bis 1862 in Hermannstadt in Siebenbürgen in der Habsburgermonarchie erschienen ist.

## Geschichte
Aufbauend auf ihren ebenfalls in Hermannstadt erschienenen Vorgängern Siebenbürger Zeitung (1784–1787) und Der Kriegsbote (1788–1792, auch Hermannstädter Kriegsbote), entwickelte sich der ursprünglich vom Josephinismus geprägte Siebenbürger Bote in der Zeit des Vormärz zu einem offiziellen Nachrichtenorgan. Die Redaktion beschränkte sich meist auf die Übernahme von Artikeln aus der österreich- und metternichfreundlichen Allgemeinen Zeitung (Augsburg) und der zensierten Wiener Zeitung. Herausgeber und Redakteure waren in diesem Zeitraum oftmals österreichische Beamte, die nicht selten auch als Zensoren oder Polizeispitzel arbeiteten. Ihre eigentliche Wirkung entfaltete die Zeitung durch ihre zahlreichen Beilagen (darunter das Siebenbürgische Intelligenzblatt (1793–1805) und Transsilvania (1840–1850)), welche nachhaltig die Entwicklung von Kunst und Literatur in der Region förderten. Zu einem Entwicklungsschub der siebenbürgisch-sächsischen Presselandschaft kam es jedoch nicht im eher konservativ geprägten Hermannstadt, sondern durch die Gründung des Siebenbürger Wochenblatts in Kronstadt (1837), das zu einem Zentrum der liberalen Opposition gegen das Metternich-System wurde und der deutschsprachigen Publizistik in Siebenbürgen wichtige Impulse lieferte. 1861 ging das Blatt in der täglich erscheinenden Hermannstädter Zeitung vereinigt mit dem Siebenbürger Boten (1861–1907) auf.